# Prix Candide (littérature)
Pour les articles homonymes, voir Prix Candide.
Le prix Candide est un prix littéraire franco-allemand.

## Histoire
Seul prix littéraire franco-allemand, la dénomination du prix provient du titre du roman de Voltaire, Candide ou l'Optimisme. 
Le prix Candide pourra être attribué par la fondation Genshagen, la société littéraire de Minden (Literarischer Verein Minden) ainsi qu’une institution partenaire française, Villa Gillet (Lyon) à des auteurs contemporains allemands et français.

## Lauréats
Bourse d'écriture de Minden (Stadtschreiber-Stipendium von Minden)
- 1995 : Franz Hodjak
- 1996 : Gert Loschütz
- 1997 : Katja Lange-Müller
- 1998 : Hansjörg Schertenleib
- 1999 : Christine Scherrmann
- 2000 : Andreas Mand
- 2001 : Harald Gröhler
- 2002 : Burkhard Spinnen
- 2003 : Roland Koch

Prix Candide
- 2004 : Andreas Maier
- 2005 : Daniel Kehlmann
- 2006 : Karl-Heinz Ott
- 2007 : André Kubiczek
- 2008 : Martin Kluger et Mathias Énard
- 2009 : Volker Braun et Olivia Rosenthal
- 2010 : Jan Faktor
- 2011 : Peter Handke